# Malkera
Malkera är en ort i Indien.   Den ligger i distriktet Dhanbad och delstaten Jharkhand, i den östra delen av landet, 1 100 km sydost om huvudstaden New Delhi. Malkera ligger 186 meter över havet och antalet invånare är 12 591.
Terrängen runt Malkera är platt. Runt Malkera är det mycket tätbefolkat, med 3 623 invånare per kvadratkilometer. Närmaste större samhälle är Dhanbad, 16,0 km öster om Malkera. I omgivningarna runt Malkera växer huvudsakligen savannskog.